# Кристијан Бентеке
Кристијан Бентеке (Киншаса, 3. децембар 1990) је професионални белгијски фудбалер који тренутно игра за Кристал палас.
За Кристал палас наступа од сезоне 2016/17.
Од свог дебија у дресу сениорске репрезентације Белгије 2010. године скупио је преко 30 наступа за тим са државним грбом. Светско првенство 2014. године је пропустио због повреде, а био је део репрезентације на Европском првентсву 2016. године.

## Највећи успеси
Стандард Лијеж
- Прва лига Белгије (1) : 2008/09.[4]

## Статистика каријере

### Репрезентативна
Статистика до 30. марта 2021.
| Белгија | Белгија | Белгија |
| Год.    | Наступи | Голови  |
| ------- | ------- | ------- |
| 2010    | 3       | 0       |
| 2012    | 6       | 4       |
| 2013    | 8       | 2       |
| 2014    | 3       | 0       |
| 2015    | 5       | 1       |
| 2016    | 6       | 3       |
| 2017    | 2       | 2       |
| 2018    | 1       | 0       |
| 2019    | 3       | 3       |
| 2020    | 1       | 0       |
| 2021    | 1       | 1       |
| Укупно  | 39      | 16      |